# 賴德烈
賴德烈，本名肯尼斯·斯科特·拉圖雷特（英語：Kenneth Scott Latourette，1884年8月6日—1968年12月26日），美國歷史學家。他在20世紀初在中國宣教和教育。雖然他不懂漢語，他對基督教史、中国历史和東亞與美國關係的學術研究令他名聲漸起。賴德烈是近年來一位主要撰寫基督教歷史的先驅；他認真地處理基督教在六大洲的處境，並從宣教的視角判定基督教歷史的本質與意義。

## 早年生平與呼召
賴德烈的祖先原本是法國人，於十八世紀中期遷居至北美。賴德烈出生於美國北部俄勒岡州的老城市俄勒岡城，他的父母也都是在此城出生、長大，他的父親是個還算成功的銀行家。他們全家在一個歷史悠久的浸信會教會West of Rockies聚會，那裡也是賴德烈得救、受浸、成長的地方。他的生活以父親的事業、家庭以及教會為中心。賴德烈在一個信仰堅定的家庭中長大，每個早晨太陽剛升起，家中都有家庭崇拜，並且不會因為任何事情而暫停或改變。他的父母要求孩子們必須堅定在與神的關係，而且從小要求他們背聖經，一節背過一節，一章背過一章，這對賴德烈往後有極大的影響與幫助。
賴德烈畢業於俄勒岡城裡的中學，並就讀於一所浸信會大學名叫林菲爾德學院(Linfield College)，賴德烈曾在大二那年被選舉成為學校裡基督教青年團契的主席，在這段時間裡，他也和大學同學一起在屬靈生命上成長，延續他家庭美好的宗教教育，甚至更進一步，每天早晚有安靜的時間敬拜上帝，賴德烈會在早晨走進樹林中安靜地親近神，他也會在每天晚上就寢前跪在床前禱告。雖然賴德烈的靈性堅固，但他從未想過自己會成為宣教士或是從事宣教相關的事，他本來以為自己會繼承父親，成為銀行家或是做與法律相關的工作，更何況當他大學畢業時，他已經是家裡僅存的兒子了，因為其他的孩子都死了，這更讓賴德烈覺得應當要陪伴父親度過餘生。可是，上帝的呼召不斷清楚的向賴德烈說話，透過馬太福音十章三十七節說道：「愛父母過於愛我的，不配作我的門徒」，藉著青年營會，上帝呼召了充滿掙扎的賴德烈，他也終於順服上帝，寫下了獻身卡，表明若是上帝呼召，他願意成為海外宣教士。然後，賴德烈又申請進入耶魯大學學習，在那裡不只在知識上裝備，也在靈性上預備自己。後來因為時逢中國的宣教之門打開，賴德烈便有了前往中國宣教的念頭。

## 學術生涯
1904年，他在俄勒岡州的林菲爾德學院取得理學士學位。他分別在1906、1907、1909年在康涅狄格州的耶魯大學取得文学士、碩士和博士學位。他於就讀於耶魯大學時開始研究歷史，他的博士論文探討中美關係中一段不尋常的時期。在就讀耶魯大學期間，他參與各樣國外宣教的志願工作，並且他拜訪各學院和大學來推動宣教。一九一〇年他加入耶魯的宣教團隊前往中國，目的是為了將基督教教育與高等教育作更好的結合，然而卻因身體不適，迫使他結束了短短兩年的服務旅程。當他痊癒之後，他接連在幾間大學裡教授歷史。
賴德烈在撰寫歷史資料時的立場，普遍被認為是相當客觀的，但也有一些學者認為賴德烈的觀點較傾向於「勝利主義」（triumphalism），他的論述似乎暗藏基督教信仰要征服另一個文化。從一九二一年至一九五七年間，他都在耶魯大學的神學院擔任宣教系和歷史系教授的職位，直到退休。一九六八年，賴德烈於一場交通意外中身亡過世。

## 延伸閱讀
- 《Kenneth Scott Latourette》，收錄於《Biographical Dictionary of Christian Missions》，1998年，作者：Gerald H. Anderson。
- Wilbur C. Harr, ed. Frontiers of the Christian world mission since 1938; essays in honor of Kenneth Scott Latourette. (1962)
- Norman Kutcher, "'The Benign Bachelor': Kenneth Scott Latourette between China and the United States,"

Journal of American-East Asian Relations. 2.4 (Winter 1993): 399-424.
- William Allen Speck, The Role of the Christian Historian in the Twentieth Century as Seen in the Writings of Kenneth Scott Latourette, Christopher Dawson, and Herbert Butterfield (1965)
- James Edward Wood, Kenneth Scott Latourette (1884-1968): Historian, Ecumenicist, and Friend (1969)

## 外部連結
- The Latourette Initiative for the Documentation of World Christianity （页面存档备份，存于）